# Nejc Skubic
Nejc Skubic (n. 13 iunie 1989, Ljubljana, Slovenia) este un fotbalist sloven care evoluează în prezent la NK Domžale. De-a lungul carierei a mai evoluat la Interblock Ljubljana, NK Drava Ptuj dar și la Oțelul Galați.